# 백김치
백김치(白김치)는 한국 요리에서 고춧가루를 사용하지 않고 담근 김치이다. 백김치는 담백하고 시원한 맛을 지녀서, 아이들과 노인들에게 좋다. 백김치는 배추와 무, 미나리, 쪽파, 배, 밤, 대추, 생강, 마늘, 소금, 설탕이 들어가며, 장식을 위해서 가늘게 채를 썬 고추가 약간 들어간다.
백김치의 시원한 맛과 아삭아삭한 식감때문에, 식당에서 갈비나 불고기 등을 주문할 때 좋은 전채가 되기도 한다.

## 같이 보기
- 동치미
- 나박김치
- 김치
- 한국 요리